# Дехканабадська гребля
Дехканаба́дська гре́бля — гідротехнічна споруда в Узбекистані.
У 1982 році за кілька кілометрів на схід від Дехканабаду з'явилась (є відомості, що навіть природним шляхом) водойма, яка живилася ресурсом із річки Кічик-Урадар'я, що прямує між хребтом Чакчар і водороздільною частиною Гісарського хребта (далі вона прорізає Чакчар і зливається в Пачкамарському водосховищі з Катта-Урадар'єю в Гузардар'ю — ліву притоку Кашкадар'ї). Вона мала площу поверхні 4,1 км2 та об'єм 27 млн м3, з яких 18,4 млн м3 належали до корисного. З плином часу водойма замулилась і перестала виконувати функцію накопичення ресурсу.
У 2019—2023 роках реалізували проєкт відновлення, за результатами якого долину річки перекриває земляна гребля з бетонним облицюванням висотою 49 метрів та довжиною 1505 метрів. Ця споруда утримує сховище з об'ємом 34,9 млн м3, з яких 20 млн м3 належать до корисного.
Для перепуску повені в тілі греблі облаштовано водоскид пропускною здатністю 315 м3/с. В нормальному режимі воду пропускають через два скиди з пропускною здатністю 13 м3/с.